# Список учебных заведений Таравы

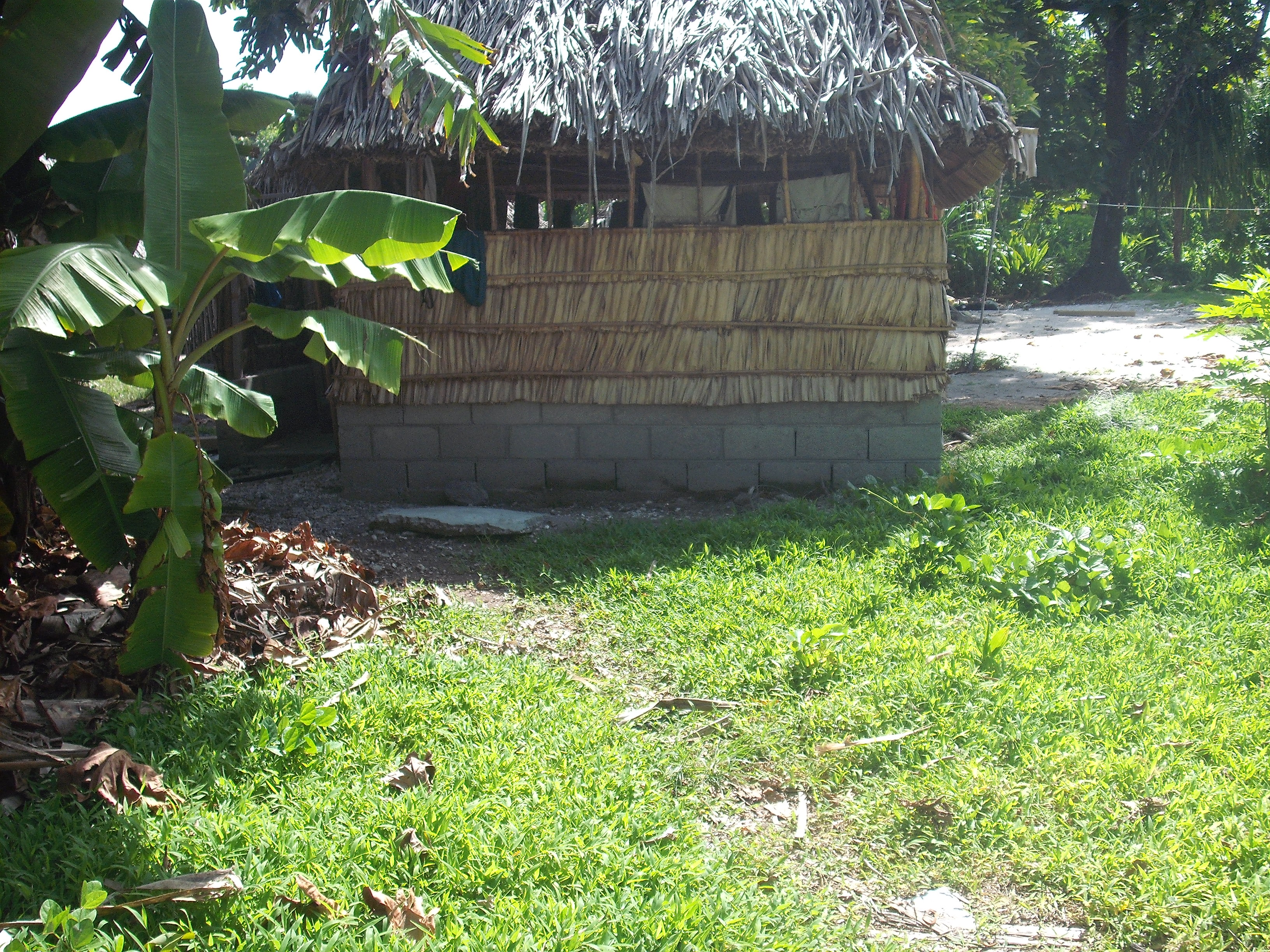
Teraaka Primary School — начальная школа Тераака на атолле Бутаритари Кирибати

Атолл Тарава является административным, политическим, экономическим и социальным центром Республики Кирибати. В 2015 году население Кирибати составляло 110 136 человек, из которых 57,23 % проживало на атолле Тарава. Административно Тарава разделена на два муниципальных округа с крайне неравномерным распределением населения по округам: Южная Тарава (56 388 жителей) и Северная Тарава (6629 жителей). Из-за географической специфики (жители расселены по островам, которые находятся на большом расстоянии друг от друга) и исторических традиций система образования в Кирибати построена на государственных и церковных школах.
Среднее образование предоставляется в системе трёхуровневых школ:
- Начальная школа (англ. Primary school) включает классы с 1 по 6-й и учеников с 6 до 11 лет.
- Младшая средняя школа (англ. Junior Secondary School) включает классы с 7 по 9-й и учеников с 12 до 14 лет.
- Старшая средняя школа (англ. Senior Secondary School) включает классы с 10 по 13-й и учеников с 15 до 18 лет.
- Комбинированные средние школы (англ. Combined secondary School) включают в себя одновременно классы младшей и старшей средней школы (с 7 по 13-й) и учеников с 12 до 18 лет.

Специальное и высшее образование предоставляется в специализированных учебных заведениях.
Начальные школы охватывают всю страну и обеспечивают доступ к обязательному бесплатному начальному образованию жителям близлежащих деревень. Младшая средняя школа обычно расположена в центре каждого атолла для обеспечения логистической доступности, а старшие средние школы — в основных населённых пунктах. Все начальные школы и младшие средние школы государственные, а в числе старших и комбинированных средних школ присутствуют как государственные, так и церковные.
Государство или местные общины обеспечивают транспортную доступность для учеников из отдалённых деревень, предоставляя пассажирский транспорт (часто грузовики) или компенсацию за автобусные билеты. Некоторые учебные заведения предлагают ученикам возможность проживания при школах. Государство обеспечивает учеников бесплатными обедами, а постоянно проживающих при школах — полноценным трёхразовым питанием.
В 2023 году в Северной Тараве было 12 школ разного уровня, в Южной Тараве — 22. В целом атолл Тарава отличается более доступным начальным и средним образованием, чем остальные регионы Кирибати. Одновременно, школы Южной Таравы отличаются более высоким уровнем технического оснащения, включающего, кроме учебно-методического оборудования, обеспечение учебными помещениями и санитарно-техническое обеспечение.
Из-за ярко выраженной неравномерности плотности населения и значительной миграционной привлекательности Южной Таравы, на учебные заведения Таравы ложится большая дополнительная нагрузка: многие жители Кирибати, живущие за пределами Таравы, обучают своих детей в средних школах Южной Таравы с перспективой дальнейшего получения специального образования и устройства на работу в столичном регионе. Такая образовательная миграция приводит к переполнению средних учебных заведений Южной Таравы.

## Список
В данный список не включены дошкольные учебные заведения (Северная Тарава — 24, Южная Тарава — 63). Данные по количеству обучающихся даны на 2020 год.
В списке представлены государственные и церковные школы, которые выделены цветами:

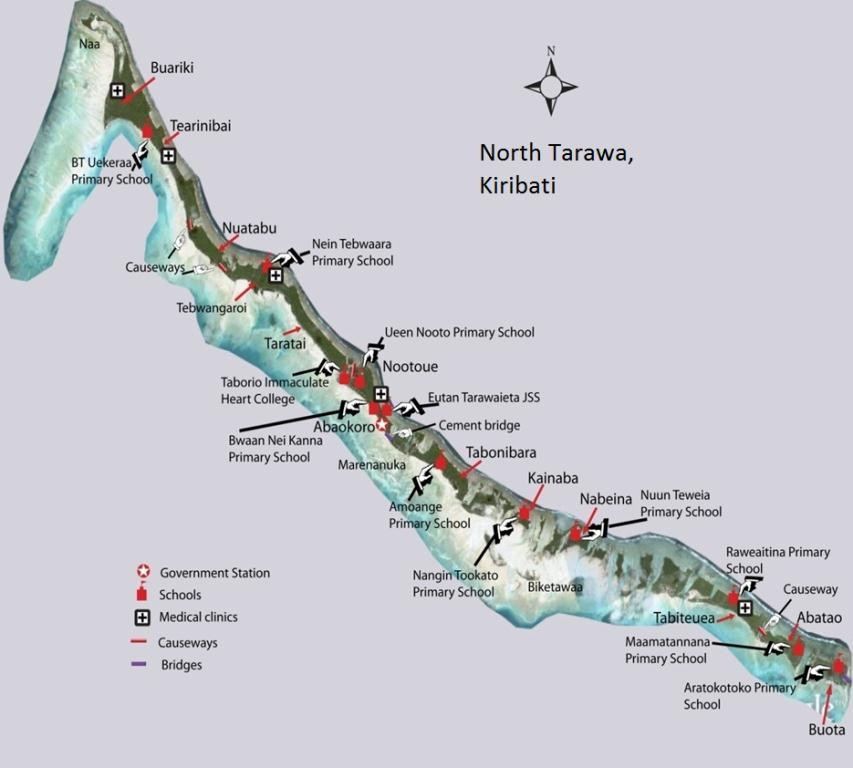
Карта Северной Таравы

| Управляющая организация                                                         | Цвет заливки |
| ------------------------------------------------------------------------------- | ------------ |
| Министерство образования или Министерство труда и развития людских ресурсов     |              |
| Католическая церковь (англ. Catholic Church)                                    |              |
| Объединяющая церковь Кирибати (англ. Kiribati Uniting Church)                   |              |
| Церковь Иисуса Христа Святых последних дней (англ. Church of Latter-day Saints) |              |

| Название школы                                           | Населённый пункт                                        | Тип                   | Количество учеников |
| -------------------------------------------------------- | ------------------------------------------------------- | --------------------- | ------------------- |
| BT Uekeraa Primary school                                | Буарики и Теаринибаи 1°35′54″ с. ш. 172°58′02″ в. д.    | Начальная школа       | 182                 |
| Nein Tebwaara Primary school                             | Нуатабу и Таратаи 1°33′20″ с. ш. 172°59′09″ в. д.       | Начальная школа       | 76                  |
| Ueen Nooto Primary school                                | Ноото 1°31′09″ с. ш. 173°00′17″ в. д.                   | Начальная школа       | 102                 |
| Bwaan Nei Kanna Primary school                           | Абаокоро 1°30′03″ с. ш. 173°00′57″ в. д.                | Начальная школа       | 52                  |
| Aratokotoko Primary school                               | Буота 1°23′29″ с. ш. 173°08′02″ в. д.                   | Начальная школа       | 263                 |
| Amoange Primary school                                   | Маренанука и Табонибара 1°28′58″ с. ш. 173°01′47″ в. д. | Начальная школа       | 108                 |
| Nangin Tookato Primary school                            | Каинаба 1°27′15″ с. ш. 173°03′36″ в. д.                 | Начальная школа       | 40                  |
| Nuun Teweia Primary school                               | Набеина 1°26′11″ с. ш. 173°04′46″ в. д.                 | Начальная школа       | 79                  |
| Raweaitina Primary school                                | Табитеуэа 1°25′23″ с. ш. 173°06′00″ в. д.               | Начальная школа       | 112                 |
| Maamatannana Primary school                              | Абатао 1°24′01″ с. ш. 173°07′05″ в. д.                  | Начальная школа       | 105                 |
| EutanTarawaieta Junior Secondary School                  | Абаокоро 1°30′04″ с. ш. 173°01′01″ в. д.                | Младшая средняя школа | 213                 |
| Taborio (Immaculate High School) Senior Secondary School | Ноото 1°31′11″ с. ш. 173°00′12″ в. д.                   | Старшая средняя школа | 202                 |

| Название школы                                           | Населённый пункт                           | Тип                           | Количество учеников |
| -------------------------------------------------------- | ------------------------------------------ | ----------------------------- | ------------------- |
| Abaunamou Primary school                                 | Теораереке 1°20′02″ с. ш. 173°00′35″ в. д. | Начальная школа               | 758                 |
| Bareaumai Primary school                                 | Бонрики 1°22′49″ с. ш. 173°08′27″ в. д.    | Начальная школа               | 497                 |
| Bikenibeu West Primary school                            | Бикенибеу 1°21′49″ с. ш. 173°07′08″ в. д.  | Начальная школа               | 661                 |
| Dai Nippon Primary school                                | Бетио 1°21′04″ с. ш. 172°56′41″ в. д.      | Начальная школа               | 778                 |
| Rurubao Primary school                                   | Баирики 1°19′42″ с. ш. 172°58′32″ в. д.    | Начальная школа               | 392                 |
| St John Bosco Primary school                             | Бетио 1°21′22″ с. ш. 172°55′11″ в. д.      | Начальная школа               | 858                 |
| Taakeni Bairiki Primary school                           | Баирики 1°19′39″ с. ш. 172°58′30″ в. д.    | Начальная школа               | 805                 |
| Tabontemaneaba Primary school                            | —                                          | Начальная школа               | 583                 |
| Tebwanimwaneka Primary school                            | —                                          | Начальная школа               | 848                 |
| Sunrise Primary school                                   | —                                          | Начальная школа               | 534                 |
| Temwanoku Primary school                                 | Бетио 1°21′28″ с. ш. 172°55′33″ в. д.      | Начальная школа               | 1116                |
| War Memorial Primary school                              | —                                          | Начальная школа               | 1194                |
| Betio Junior Secondary School                            | Бетио 1°21′21″ с. ш. 172°55′59″ в. д.      | Младшая средняя школа         | 1020                |
| TUC1 Junior Secondary School                             | Баирики 1°21′52″ с. ш. 173°06′02″ в. д.    | Младшая средняя школа         | 1142                |
| TUC2 Junior Secondary School                             | Баирики 1°20′01″ с. ш. 173°00′50″ в. д.    | Младшая средняя школа         | 700                 |
| King George V & Elaine Bernacchi Senior Secondary School | Бикенибеу 1°21′52″ с. ш. 173°07′14″ в. д.  | Старшая средняя школа         | 712                 |
| Santa Maria                                              | Бикенибеу 1°22′08″ с. ш. 173°07′29″ в. д.  | Комбинированная средняя школа | 555                 |
| St. Louis High School                                    | Теораереке 1°19′53″ с. ш. 173°00′28″ в. д. | Комбинированная средняя школа | 872                 |
| Sacred Heart High School                                 | Бикенибеу 1°22′10″ с. ш. 173°07′25″ в. д.  | Старшая средняя школа         | 668                 |
| St. Patrick College Senior Secondary School              | Бетио 1°21′20″ с. ш. 172°55′30″ в. д.      | Старшая средняя школа         | 265                 |
| William Goward Memorial School                           | Банраэаба 1°21′28″ с. ш. 173°03′52″ в. д.  | Комбинированная средняя школа | 508                 |
| Moroni High School                                       | Эйта 1°21′40″ с. ш. 173°04′44″ в. д.       | Комбинированная средняя школа | 580                 |

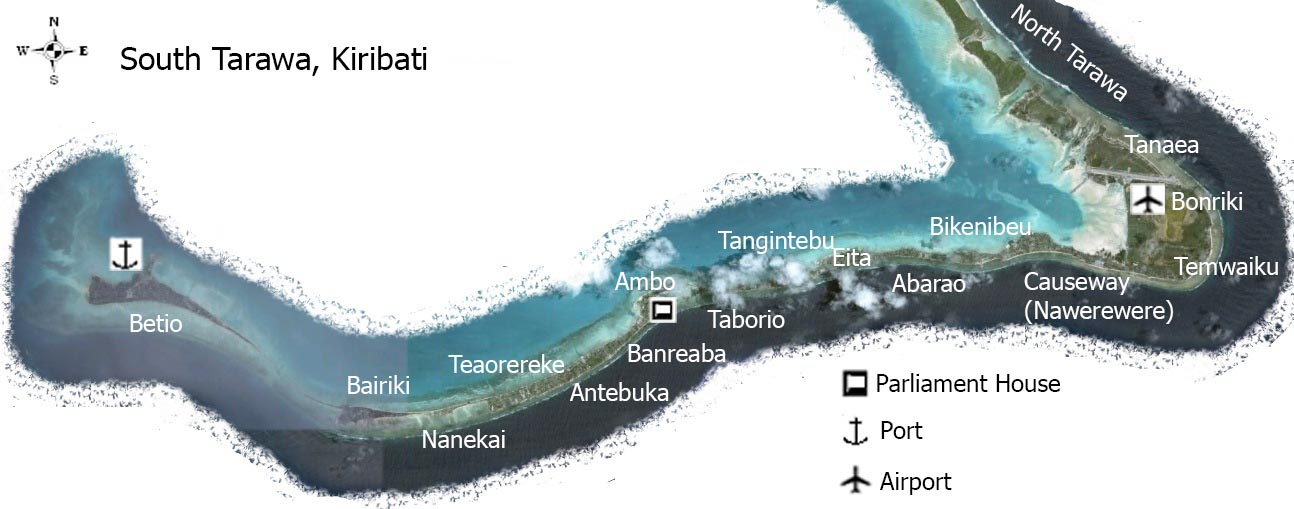
Карта Южной Таравы

Послешкольное образование в Кирибати проводится под эгидой Министерства труда и развития людских ресурсов.

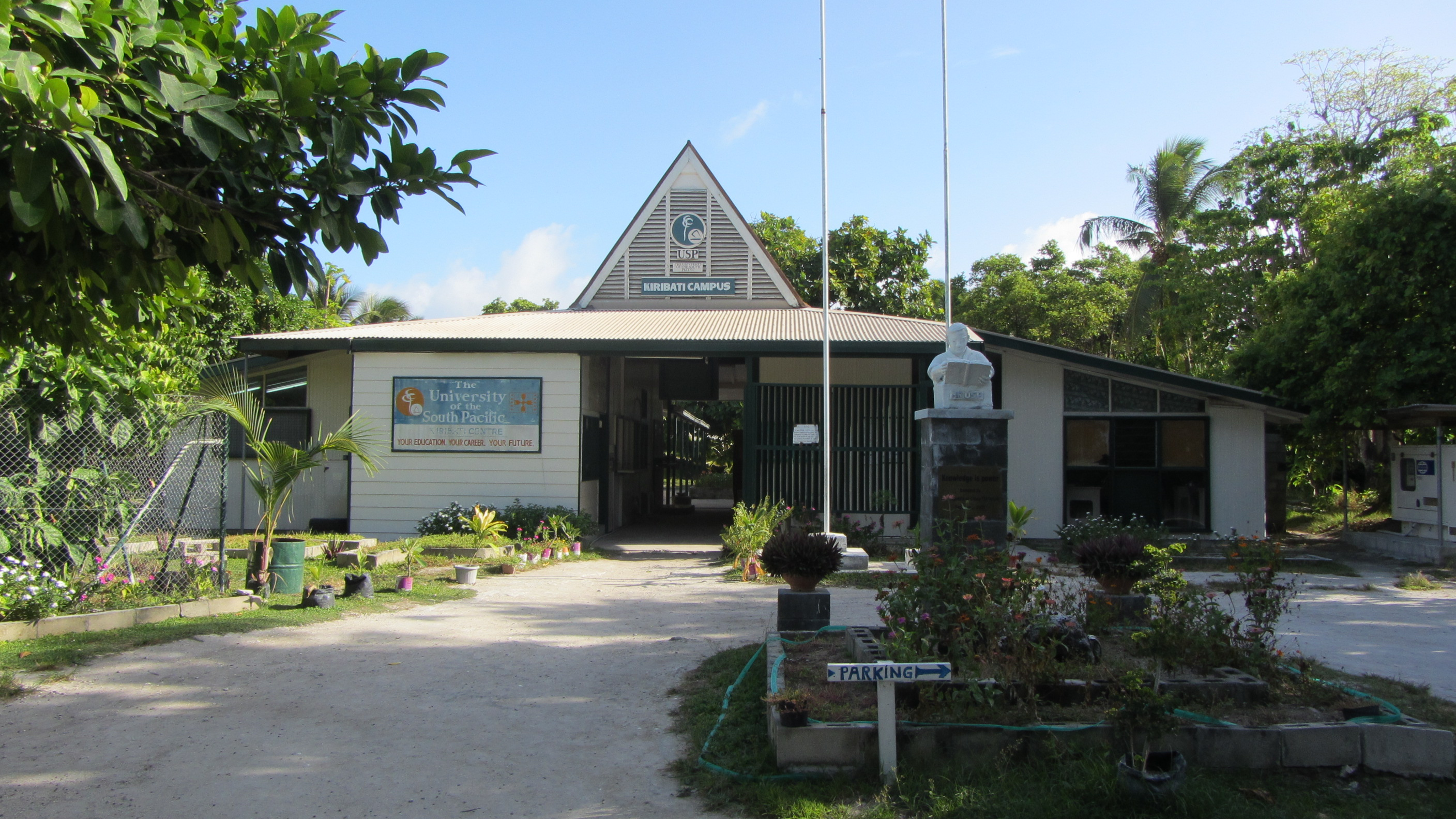
Южнотихоокеанский университет, кампус Кирибати

| Название школы                                        | Населённый пункт                           | Управляющая организация                        | Количество учеников |
| ----------------------------------------------------- | ------------------------------------------ | ---------------------------------------------- | ------------------- |
| Kiribati Teachers College                             | Бикенибеу 1°21′59″ с. ш. 173°07′30″ в. д.  | Министерство образования                       | 119                 |
| Marine Training Centre                                | Бетио 1°21′17″ с. ш. 172°56′23″ в. д.      | Министерство труда и развития людских ресурсов | 140                 |
| Fisheries Training Centre                             | Бетио 1°21′17″ с. ш. 172°56′23″ в. д.      | Министерство труда и развития людских ресурсов | 64                  |
| Police Training Centre                                | Бетио                                      | Министерство труда и развития людских ресурсов | —                   |
| Kiribati Institute of Technology                      | Бетио 1°21′34″ с. ш. 172°55′57″ в. д.      | Министерство труда и развития людских ресурсов | 606                 |
| University of South Pacific: Kiribati Campus          | Банраэаба 1°20′04″ с. ш. 173°00′47″ в. д.  | Южнотихоокеанский университет                  | 1422                |
| Tangintebu Theological College                        | Эита 1°21′30″ с. ш. 173°04′00″ в. д.       | Объединяющая церковь Кирибати                  | 59                  |
| Kiribati pastoral institute                           | Теораереке 1°19′59″ с. ш. 173°00′27″ в. д. | Католическая церковь                           | —                   |
| Kiribati Nursing College (School of Nursing & Health) | Бикенибеу 1°21′47″ с. ш. 173°06′51″ в. д.  | Министерство труда и развития людских ресурсов | 74                  |